# Белобровіна Марія Василівна
Марія Василівна Белобровіна (біл. Марыя Белабровіна; нар. 3 березня 1999, Костанай, Казахстан) — білоруська футболістка, півзахисниця. Виступала за національну збірну Білорусі.

## Клубна кар'єра
Вихованець партизанського фізкультурно-оздоровчого центру (м. Мінськ). Першим тренером була Катерина Володимирівна Щетько.
З 2012 року виступала за РДУОР (Мінськ). У 2020 році перейшла до «Зірки».

## Кар'єра в збірній
Виступала за юнацькі збірні Білорусі WU-15 (2013-2014), WU-17 (2014-2016) та жіночу молодіжну збірну WU-19 (2016-2018). У футболці жіночої збірної Білорусі дебютувала 15 вересня 2017 року в програному (1:4) виїзному поєдинку групи B кваліфікації чемпіонату Європи проти Польщі. Марія вийшла на поле на 90+1-й хвилині замість Юлії Дубень.